# 60-بت

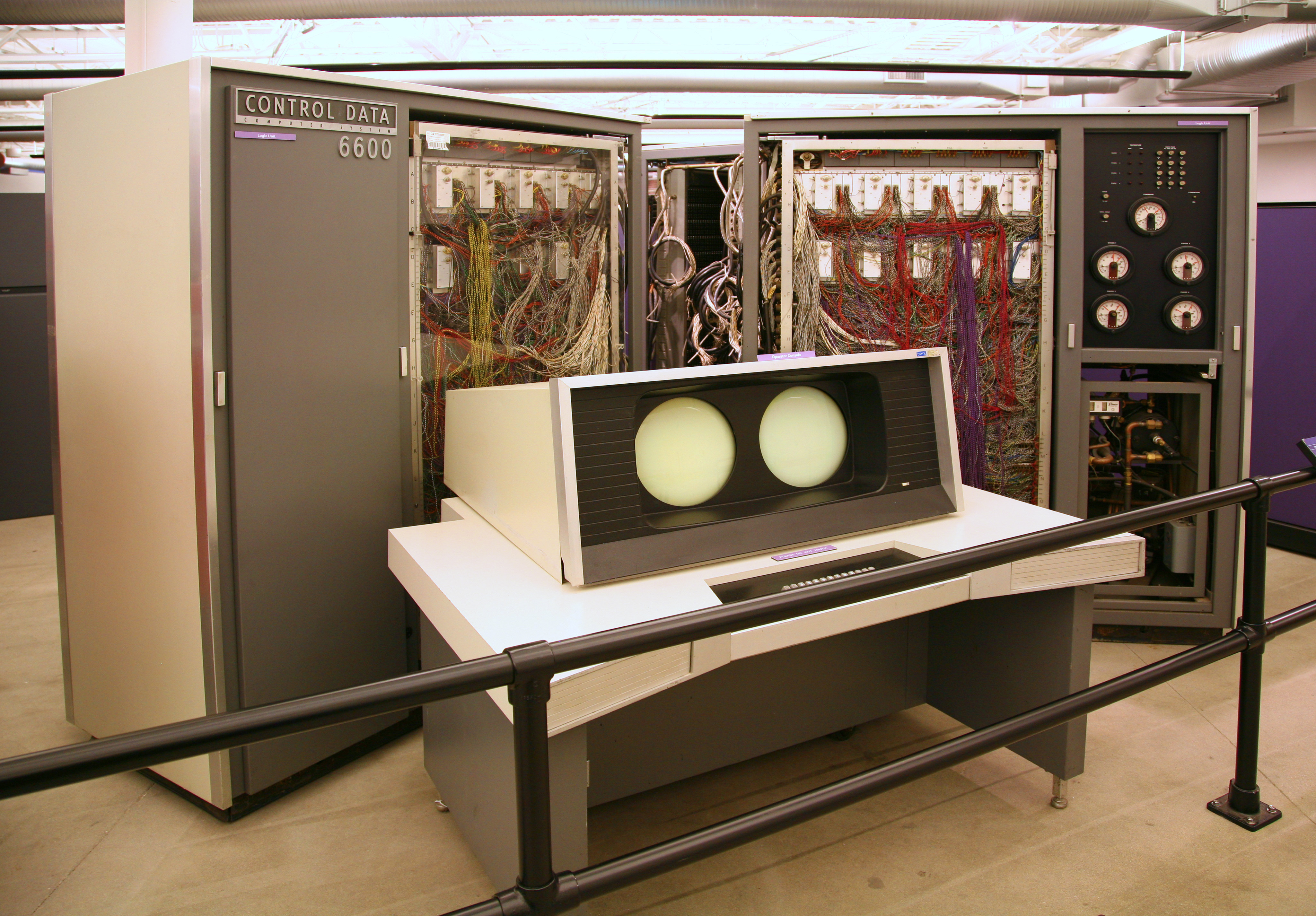

أجهزة الحاسب ذات الـ 60-بت وورد تتظمن سلسلة CDC 6000 وبعض من سلسلة CDC Cyber.